# Michiel Mol
Michiel Mol (ur. 4 sierpnia 1969 roku w Bredzie) – dyrektor i współwłaściciel Force India w Formule 1.

## Życiorys
Michiel Mol ukończył informatykę na uniwersytecie w Lejdzie w 1993 roku, razem z dwoma przyjaciółmi tworzył oprogramowanie dla rozwijającego się rynku CD-ROM. Rozwój internetu doprowadził firmę do opracowania oprogramowania internetowego a także zróżnicowanych oprogramowań dla gier komputerowych. W 1999 roku firma zaangażowała się w wejście Josa Verstappena do Formuły 1. W 2002 roku firma Lost Boys połączyła się z IconMedialab ze Szwecji. Mol stworzył nową spółkę o nazwie Media Republic, której celem jest wykorzystywanie nowych technologii do produktów rynkowych. Lost Boys Games w 2004 roku została przekształcona w nową firmę o nazwie Guerrilla Games, na koniec 2005 roku została sprzedana japońskiej firmie Sony. Mol stał się zwolennikiem Christijana Albersa, razem z grupa inwestorów stworzył Spyker Cars i jednocześnie przejąć Midland F1 Team. Mol był znaczącym akcjonariuszem w Spyker F1, we wrześniu 2006 roku został mianowany dyrektorem Spyker F1 na okres czterech lat. W październiku 2007 roku Spyker F1 został sprzedany indyjskiemu biznesmenowi Vijayowi Mallyi i przekształcony w Force India F1, Mol został dyrektorem i współwłaścicielem zespołu.